# 4Q120

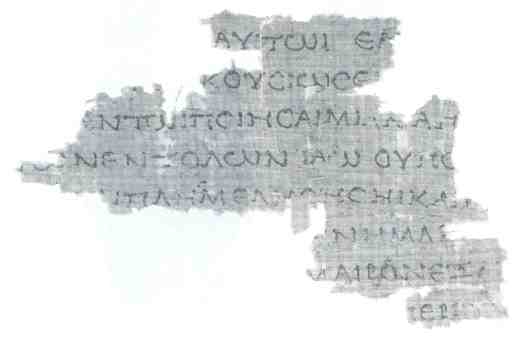
Fragment 20

4Q120 (auch 4QpapLXX Levb; Nr. 802 nach Rahlfs) ist die Bezeichnung für eine Handschrift des Buches Leviticus in griechischer Übersetzung. Nach der paläographischen Analyse stammt die Handschrift wahrscheinlich aus dem 1. Jahrhundert v. Chr. und gehört damit zu den ältesten bekannten Zeugnissen der Septuaginta-Fassung. 

## Beschreibung
Insgesamt sind 97 Papyrus-Fragmente erhalten. Davon lassen sich 31 entziffern und zuordnen. Sie enthalten Teile von Lev 1,11 bis 5,25. Die übrigen Fragmente sind zu klein, um eine sichere Identifizierung zuzulassen. 
Ebenso werden Spatien gelegentlich zur Abtrennung von Sinn- bzw. Satzeinheiten genutzt. Ein gesondertes Zeichen (⌐) für eine Paragraphentrennung findet sich auf Fragment 27 zwischen den Zeilen 6 und 7. An dieser Stelle beginnen nach der verbreiteten Einteilung die Verse 5,20–26, gemäß der griechischen und lateinischen Tradition markiert der Einschnitt jedoch den Übergang von Kapitel 5 zu 6.
Die Handschrift enthält auch einige eigene textkritische Varianten des Septuagintatextes.

## Der GottesnameΙΑΩ

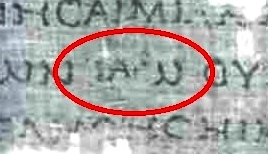
Gottesname ΙΑΩ

Eine Besonderheit ist die Wiedergabe des Gottesnamens JHWH in griechischen Buchstaben als ΙΑΩ (Fragm. 6 – Lev 3,12 und Fragm. 20 – Lev. 4,27) anstelle der in späteren christlichen Septuaginta-Handschriften üblichen Wiedergabe mit κύριος. Diese Schreibung ist in der Handschrift durch Spatien hervorgehoben, während sonst scriptio continua genutzt wird.

## Aktueller Standort
Die Fragmente wurden in Qumran am Toten Meer in Israel gefunden und befinden sich heute im Rockefeller Museum in Jerusalem.